# Erik de Haan
Erik de Haan (Amsterdam, 15 mei 1964), is een Nederlands voormalig voetballer die als doelman speelde.
Hij speelde in de jeugd en in het eerste elftal van de amateurs van NFC in de Eerste klasse, waarmee hij in 1986 naar de Hoofdklasse promoveerde. Medio 1986 werd hij gecontracteerd door Ajax. Hij debuteerde aan het begin van het seizoen 1986/87 op huurbasis bij Telstar en keerde in oktober 1986 geblesseerd terug bij Ajax. Hij was in het seizoen 1987/88 reservedoelman bij Ajax achter Stanley Menzo. Ajax verloor dat jaar de finale van de European Cup Winners Cup. Hij vertrok daarna, eerst op huurbasis, naar MVV in Maastricht waar hij een aantal seizoenen eerste doelman was. De Haan beëindigde zijn loopbaan in België bij Patro Eisden Maasmechelen.
Daarna was hij werkzaam als keeperstrainer bij onder meer RKVV Best Vooruit.

## Erelijst
| European Cup Winners Cup | 1x | 1986/87 |